# Acta Botanica Neerlandica
Acta Botanica Neerlandica (abreviado Acta Bot. Neerl.) es una revista con ilustraciones y descripciones botánicas que ha sido editada en Ámsterdam desde 1952.